# 타잔 - 조니 웨시스뮬러 편 4
타잔 - 조니 웨시스뮬러 편 4(Tarzan Finds A Son!)는 미국에서 제작된 리처드 소프 감독의 1939년 영화이다. 조니 와이즈뮬러 등이 주연으로 출연하였고 샘 짐발리스트 등이 제작에 참여하였다.

## 출연

### 주연
- 조니 와이즈뮬러
- 모린 오설리반

### 조연
- 조니 셰필드
- 이안 헌터
- 헨리 스테펀슨
- 프리에다 인에스코트
- 헨리 윌콕슨
- 라레인 데이
- 모튼 로리